# Don't Waste the Pretty
“Don't Waste the Pretty” es el tercer sencillo de Allison Iraheta desprendido de su álbum debut Just Like You. Fue escrita por Michael Dennis Smith, Stefanie Ridel, Miriam Nervo y Olivia Nervo y fue producida por Howard Benson. La versión del sencillo, fue interpretada junto a Orianthi, hizo su debut en la web en EW.com y Zap2it.com el 2 de junio de 2010 y fue lanzado en formato digital el 8 de junio de 2010. Fue lanzado en las estaciones radiales a partir del 22 de junio de 2010.

## Promoción
Iraheta interpretó la versión original de "Don't Waste the Pretty" en Lopez Tonight el 26 de mayo de 2010, y la versión acústica de la canción fue interpretada en Z100 New York el 22 de junio de 2010. Actualmente, interpreta el sencillo con Orianthi y Adam Lambert en the Glam Nation Tour. Allison Iraheta y Orianthi interpretaron la canción en el episodio de la serie So You Think You Can Dance el jueves 29 de julio de 2010.

## Recepción
La reception de la nueva versión de "Don't Waste the Pretty" ha tenido observaciones positivas. El periodista de Entertainment Weekly Michael Slezak concluye que "Don't Waste the Pretty" muestra a Allison Iraheta "en su mejor grava, soul, junto con un gancho asesino y un mensaje de empoderamiento que sin duda no puede hacer daño a una generación de niños que tendrá que pasar sus veranos cantando junto a "Can't Be Tamed" y "Rude Boy.

## Vídeo Musical
Por ahora,, no hay un video oficial de 'Don't Waste the Pretty'. Sin embargo, Jive lanzó un video titulado The Journey to Don't Waste the Pretty. Este video muestra a Iraheta junto a su banda y Orianthi tras bambalinas. Esto, junto a escenas de Iraheta interpretando la canción en varios escenarios.

## Ventas
| Año  | Título                   | Ventas |
| ---- | ------------------------ | ------ |
| 2010 | "Don't Waste the Pretty" | 4,000  |

## Otras Versiones
La versión original de "Don't Waste the Pretty" aparece en el álbum debut de Allison Iraheta "Just Like You" como la cuarta canción en solitario, sin la compañía de Orianthi.